# Pachycephala albiventris
Sibilante-de-dorso-verde ou assobiadeira-de-dorso-verde (Pachycephala albiventris) é uma espécie de ave da família Pachycephalidae.
É endémica das Filipinas.
Os seus habitats naturais são: florestas subtropicais ou tropicais húmidas de baixa altitude e regiões subtropicais ou tropicais húmidas de alta altitude.